# Déborah Dangueuger
Déborah Dangueuger, née le 28 avril 1994 à Metz, est une ancienne joueuse française de handball, qui évoluait au poste de gardienne de but.

## Biographie

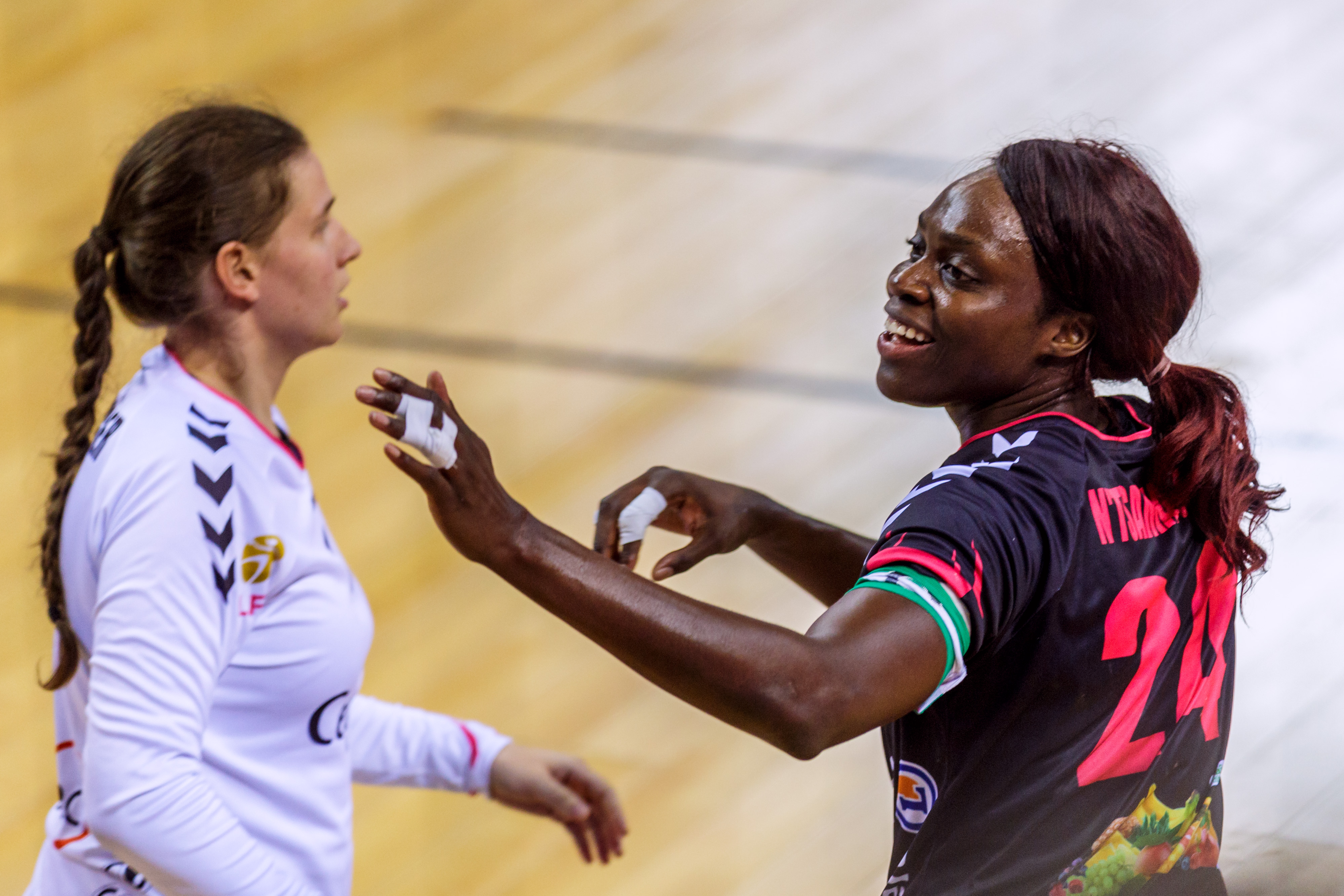
Déborah Dangueuger (à gauche) avec le Brest Bretagne Handball en 2016.

En 2010-2011, à l'âge de 17 ans, elle réalise une saison remarquable en Nationale 1 avec le Yutz HB qui lui permet d'accéder à la 2e division. Après encore une saison à Yutz, elle rejoint le Metz Handball à l'été 2012 pour devenir la troisième gardienne du club, derrière Gervaise Pierson et Laura Glauser. 
Après une saison avec l'équipe réserve en Nationale 1, elle fait ses débuts en équipe première à l'automne 2013, à la suite des blessures des titulaires. Après des débuts réussis, elle découvre également la Ligue des champions et s'installe régulièrement dans l'équipe, réalisant de belles performances. En fin de saison, elle participe activement à la victoire du club en championnat en réalisant une rentrée réussie avec 50 % d'arrêt lors de la finale retour,.
À l'été 2014, elle participe au championnat du monde junior avec l'équipe de France de handball, qu'elle termine à la cinquième place.
Toujours barrée par Laura Glauser et Gervaise Pierson, elle joue moins durant la saison 2014-2015 et décide de rejoindre Brest à partir de l'été 2015 où elle évoluera aux côtés de la gardienne portugaise Daniela Pereira. Pour sa première saison à Brest, elle remporte la coupe de France 2016 et termine championne de France de D2 en restant invaincue.
Après le départ de Daniela Pereira, elle fait équipe avec Cléopâtre Darleux pour la saison 2016-2017.
En manque de temps de jeu, elle rejoint Issy Paris Hand la saison suivante et quitte le club à la fin de la saison 2017-2018 pour la même raison.

## Palmarès

### En club
compétitions nationales
- championne de France en 2014 (avec Metz Handball)
- vainqueur de la coupe de France en 2016 (avec Brest Bretagne Handball)
- championne de France de deuxième division en 2016 (avec Brest Bretagne Handball)
- championne de France de Nationale 1 en 2011 (avec Yutz HB)

### En sélection
- 5e du championnat du monde junior en 2014 (58 arrêts sur 146 tirs - 39,7% en 9 matchs)[12]

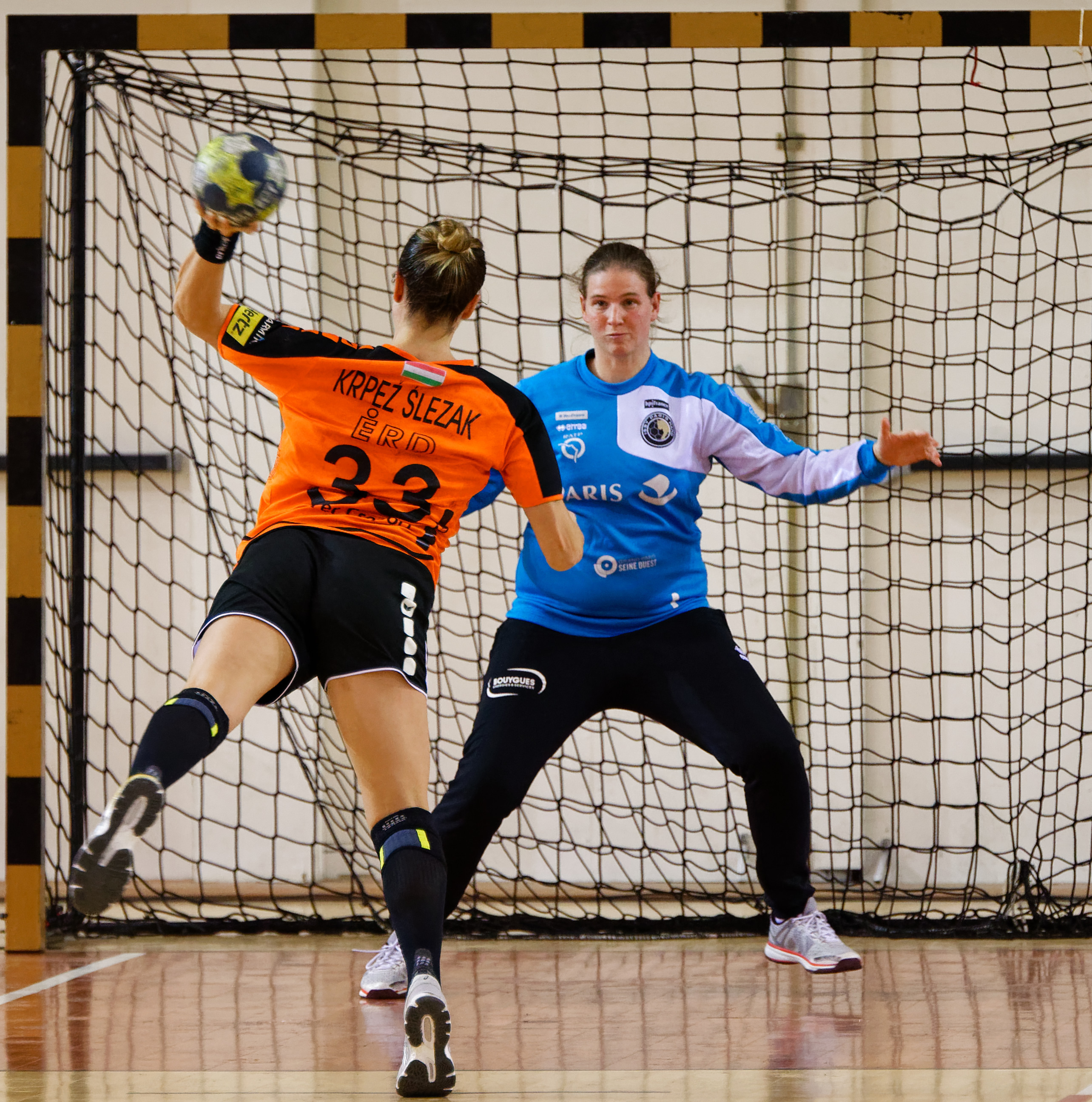
Face à Katarina Krpež Šlezak, ailière de Érdi VSE lors d'un match de coupe EHF. À Issy-les-Moulineaux, le 18 novembre 2018.